# Tommy Karevik
Tommy Karevik (Botkyrka, 1 november 1981) is een Zweedse metalzanger van de bands Kamelot en Seventh Wonder.

## Biografie
Tommy Karevik studeerde eerst Natuur en Wetenschap voordat hij begon te zingen bij de metalband Seventh Wonder in 2005. Tijdens een tour van Kamelot was Karevik mee als gastzanger. Na het ontslag van Roy Khan vanwege een burn-out, draaide Karevik een tijdje mee met de rest van de band. Op 22 juni 2012 werd bekend dat hij de nieuwe leadzanger van Kamelot geworden was. Daarnaast bleef hij zanger bij Seventh Wonder tot juni 2023.

## Discografie

### Seventh Wonder
- Waiting in the Wings (2006)
- Mercy Falls (2008)
- The Great Escape (2010)
- The Testament (2022)

### Kamelot
- Silverthorn (2012)
- Haven (2015)
- The Shadow Theory (2018)
- The Awakening (2023)

- MusicBrainz: c47b7d22-0f4b-4eb8-be2a-8731716fd644
- Virtual International Authority File: 1553151112562337180002